# Eulecanium douglasi
Eulecanium douglasi är en insektsart som först beskrevs av Šulc 1895.  Eulecanium douglasi ingår i släktet Eulecanium och familjen skålsköldlöss. Arten är reproducerande i Sverige. Inga underarter finns listade i Catalogue of Life.